# Керверн, Ален
Ален Керверн (фр. Alain Kervern; род. 14 января 1945, Сайгон) — французский поэт.

## Биография
Окончил Национальную школу восточных языков в Париже, защитил диссертацию по литературоведению в университете Париж VII. В 1973 году переехал в Брест, Франция, где преподает японский язык и литературу в университете Западной Бретани.
Он выполнил переводы традиционных произведений многих классических поэтов и современных хайку.
Работая в составе коллектива, называемого «Tro Breizh, en notre faim, notre commencement» (Skol Vreizh, 2001 год), в 2004 году получил премию «Ginyù Haiku» (гений хайку).
Для того, чтобы в должной мере передать образовательные ценности, связанные с методикой обучения хайку, сделал перевод руководства японского учителя для ввода детей в практику изучения этого жанра поэзии на бретонский («Koroll an haïku», Skol Vreizh, 1999) и на французский языки («La ronde des haïku», Ubapar éditions, 2004). Также организовал в духе народного образования курсы и мероприятия по обучению хайку.
Подготовил к публикации (и частично сам перевёл с японского языка) «Большой японский поэтический альманах» (фр. Le Grand Almanach Poètique Japonais, 1990—1994, 5 томов) и книгу «Басё и хайку» (фр. Basho et le Haiku, 1995). Автор сборников хайку «Ворота мира» (фр. Les Portes du Monde, 1992), «Книга покинутых друзей» (фр. Le Livre des Âmes Abandonnées, 1997), «Ce qui du monde naît à Brest» (2004), «Путешествие по Бретани» (брет. Tro Breizh, 2001, частично на бретонском языке).